# ستاد لافالوا
نادي لافال (بالفرنسية: Stade Lavallois Mayenne Football Club)‏ نادي كرة قدم فرنسي يلعب في دوري الدرجة الثانية. تم تأسيس النادي في سنة 1902.